# Léa Seydoux
Léa Hélène Seydoux-Fornier de Clausonne (pronúncia: Leá Sedú ( ouvir ? · ficheiro) (Paris, 1 de julho de 1985) é uma atriz francesa. atuando tanto no cinema francês quanto em Hollywood, ela recebeu indicações ao Prêmio César, BAFTA e recebeu o Troféu Chopard em Cannes bem como a Palma de Ouro. Em 2016, Seydoux foi homenageada com o Chevalier da Ordem das Artes e Letras. Em 2022, ogoverno francêsa nomeou Cavaleira da Legião de Honra. Com performances premiadas no cinema e televisão, participou em filmes como Bastardos Inglórios, Robin Hood, Meia-Noite em Paris, Missão Impossível: Protocolo Fantasma e mais recentemente 007 - Sem Tempo para Morrer.
Em 2013, foi premiada com a Palma de Ouro no Festival de Cannes pelo filme La vie d'Adèle (Azul É a Cor Mais Quente, no Brasil, e A Vida de Adele, em Portugal) repartida com sua co-estrela Adèle Exarchopoulos e o realizador Abdellatif Kechiche. Foi a primeira e única vez na história do festival que duas atrizes ganharam o prêmio de melhor filme junto com o diretor.

## Biografia
Léa Seydoux é filha do empresário Henri Seydoux e Valérie Schlumberger. Ela tem uma irmã mais velha (três anos a mais que ela), a quem é muito próxima desde que era pequena, Camille - que já trabalhou como sua personal stylist, e que Léa descreve como original e engraçada. Para le JDD, Léa disse “Camille sempre me protegeu muito. Ela comprou meu primeiro kit de maquiagem, ela deixava presentes debaixo do meu travesseiro, me fazia roupas. Ela é minha aliada, nós somos como uma só”. Léa tem outros cinco irmãos.
A família de Léa por parte de pai, os Seydoux, são muito conhecidos na França - seu avô, Jérôme Seydoux, é CEO da Pathé; seu tio-avô, Nicolas Seydoux, é CEO da Gaumont; seu outro tio-avô, Michel Seydoux, também um produtor de cinema, é atualmente o CEO do LOSC Lille, e seu próprio pai é CEO da companhia francesa Parrot.. 
Léa nasceu no 16º distrito de Paris (Passy), mas cresceu no 6º distrito, em Saint Germain. Ela teve uma educação rigorosa e austera, devido à sua família Protestante. Seus pais se divorciaram quando ela tinha apenas três anos, criando uma certa dualidade na jovem Léa. Enquanto sua mãe anticonsumista, Valérie, vestia ela com vestes de segunda mão, seu pai, Henri, comprava para ela sapatos da Christian Louboutin. Por causa dessas amizades e conexões que seu pai tinha, Léa cresceu cercada de artistas como Nan Goldin, Lou Reed e Mick Jagger.
Sua mãe, por outro lado, é fundadora da CSAO (Compagnie d’Afrique du Sénégal et de l’Afrique de l’ouest), que tem como objetivo divulgar o trabalho de artistas africanos. Léa ainda trabalhou como modelo para a linha de joias Jokko. Valérie também é fundadora da ASAO (Association pour le Sénégal et l’Afrique de l’Ouest), que apoia a renovação de um antigo cinema em Dakar (Senegal) para criar um lugar para as crianças que vivem nas ruas. Schlumberger mudou-se para o Senegal, com 16 anos para acompanhar seu primeiro marido, um etnólogo, e apaixonou-se pelo país, o que influenciou diretamente na educação que ela deu para Léa. Atualmente, Léa é madrinha do Império das Crianças, uma associação fundada por sua mãe em Dakar, Senegal, que ajuda crianças em situação vulnerável a achar seu lugar na sociedade. Antes de vir para Paris e conhecer Henri, Valérie costumava viver no Senegal, mas hoje em dia ela só fica lá uma parte de seu ano.

## Carreira
Desde criança, o sonho de Seydoux era de se tornar cantora lírica, e até chegou a frequentar um conservatório de música, mas sua timidez a forçou a desistir da ideia. Foi apenas aos 18 anos que ela decidiu se tornar atriz. Seu primeiro passo foi frequentar a escola de teatro Les Enfants Terribles, em Paris. E depois estudou atuação no Actors Studio, em Nova York.
Em 2005, Léa conseguiu seu primeiro trabalho, em um filme de televisão, Mes copines, no qual interpretou um dos papéis principais. No ano seguinte estrelou o curta de Nicolas Klotz La Consolation, que estreou no Festival de Cannes 2007. Entre 2006 e 2008 apareceu em outros papéis em produções francesas como 13 French Street, Une Vielle Maîtresse e Jalouse.
Em 2009, ganhou no Festival de Cannes o prêmio de Atriz revelação foi indicada para o Prêmio César de Atriz mais promissora por seu papel no filme La Belle Personne, onde protagonizou ao lado de Louis Garrel uma adaptação moderna do romance clássico francês La Princesse de Clèves, de Madame de La Fayette. No ano seguinte, apareceu como Charlotte LaPadite em Inglourious Basterds, de Quentin Tarantino, seu primeiro filme hollywoodiano. Em 2010, apareceu ao lado de Russell Crowe Robin Hood de Ridley Scott, como a rainha da Inglaterra Isabel de Angoulême.
Em 2011, ela interpretou Gabrielle em Midnight in Paris de Woody Allen, que ela diz ser um dos seus diretores favoritos de todos os tempos. Em seguida, interpretou o papel da assassina Sabine Moreau em Mission: Impossible – Ghost Protocol, de Brad Bird.
Em 2012, Léa protagonizou o filme Les adieux à la reine, um drama de época, no qual interpretou Sidonie Laborde, leitora devotada da Rainha Maria Antonieta, as voltas com a revolução francesa. Pelo papel foi indicada ao Prêmio César desta vez de Melhor Atriz. Também estrelou em 2012 o vencedor do Urso de Prata do Festival de Berlim, L'enfant d'en haut, e teve sua atuação listada por vários críticos como uma das melhores do ano.

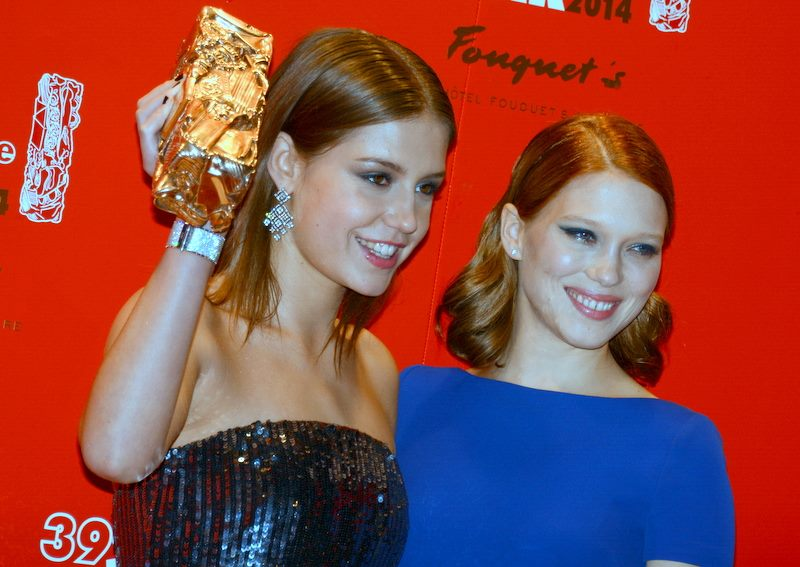
Adèle Exarchopoulos e Léa Seydoux no César 2014.

Porém, foi em 2013 que Seydoux teve o papel mais importante de sua carreira até hoje, o de Emma uma misteriosa garota de cabelos azuis, no filme La vie d'Adèle, o filme ganhou a Palma de Ouro no Festival de Cannes, e além do diretor do filme Abdellatif Kechiche, Léa e sua coprotagonista Adèle Exarchopoulos ganharam o prêmio, um feito inédito na história do festival.
Seydoux foi fotografada por grandes fotógrafos de moda, como Steven Meisel, Mario Sorrenti, Ellen von Unwerth e Jean-Baptiste Mondino, para revistas como Vogue Paris, Numero, W, L'Officiel e Another Magazine. Atualmente representa a fragrância Candy e a linha Resort, ambas da empresa Prada.
Ela representou uma bond girl no filme da franquia James Bond, SPECTRE, lançado em 2015. Foi decidido que sua personagem, Madeleine Swann, voltaria no filme seguinte da série, 007 - Sem Tempo para Morrer, em 2021.
Na E3 2018 foi anunciado que Seydoux interpretaria uma personagem no game de Hideo Kojima, Death Stranding, lançado em 2019, para PlayStation 4.

## Filmografia
| Ano  | Título                               | Papel                 | Nota |
| ---- | ------------------------------------ | --------------------- | --- |
| 2006 | Mes copines                          | Aurore                | |
| 2007 | Une vieille maîtresse                | Olivia                | |
| 2007 | 13 French Street                     | Jenny                 | |
| 2008 | De la guerre                         | Marie                 | |
| 2008 | Les Vacances de Clémence             | Jackie                | Filme para TV |
| 2008 | Des poupées et des anges             | Gisèle                | |
| 2008 | La Belle Personne                    | Junie                 | Atriz Revelação no Festival de Cannes Étoiles d'or du cinéma français de Atriz Revelação Lumières de la presse étrangère de Atriz Revelação |
| 2009 | Mon faible cœur                      | Fille                 | |
| 2009 | Lourdes                              | Maria                 | |
| 2009 | Des illusions                        | A garota do metrô     | |
| 2009 | Inglourious Basterds                 | Charlotte LaPadite    | Broadcast Film Critics Association Award de Melhor Elenco Central Ohio Film Critics Association de Melhor Elenco Screen Actors Guild Award de Melhor Elenco em Cinema Phoenix Film Critics Society Award de Melhor Elenco San Diego Film Critics Society Award de Melhor Elenco |
| 2009 | Plein sud                            | Léa                   | |
| 2010 | Robin Hood                           | Isabella of Angoulême | |
| 2010 | Petit tailleur                       | Marie–Julie           | Curta-metragem |
| 2010 | Sans laisser de traces               | Fleur                 | |
| 2010 | Roses à crédit                       | Marjoline             | Filme para TV |
| 2010 | Mistérios de Lisboa                  | Branca de Montfort    | Episódios:"O Conde de Santa Bárbara" e "O Menino Sem Nomes" |
| 2011 | Midnight in Paris                    | Gabrielle             | Phoenix Film Critics Society Award de Melhor Elenco |
| 2011 | Mission: Impossible – Ghost Protocol | Sabine Moreau         | |
| 2011 | Time Doesn't Stand Still             | Elle                  | Curta-metragem |
| 2011 | Le roman de ma femme                 | Ève                   | |
| 2012 | Les adieux à la reine                | Sidonie Laborde       | Cabourg Romantic Film Festival - Melhor Atriz Prêmio Romy Schneider |
| 2012 | L'enfant d'en haut                   | Louise                | Cabourg Romantic Film Festival - Melhor Atriz |
| 2013 | La vie d'Adèle                       | Emma                  | Palma de Ouro no Festival de Cannes 2013 (excepcionalmente repartido com Abdellatif Kechiche e Adèle Exarchopoulos) Premio Ccop de Melhor Atriz Coadjuvante Hamptons Film Festival Awards de Atriz Revelação International Cinephile Society Award de Melhor Atriz Coadjuvante Lumières de la presse étrangère de Melhor Atriz Rober Awards de Melhor Atriz BAFTA Awards de Melhor Atriz Revelação Chicago Film Critics Association Award de Melhor Atriz Coadjuvante National Society of Film Critics Award de Melhor Atriz Coadjuvante Online Film Critics Society Award de Melhor Atriz Coadjuvante Prêmio Romy Schneider San Francisco Film Critics Circle Award de Melhor Atriz Coadjuvante St. Louis Gateway Film Critics Association Award de Melhor Atriz Coadjuvante Satellite Award de Melhor Atriz Coadjuvante Village Voice Film Poll de Melhor Atriz Coadjuvante |
| 2013 | Grand Central                        | Karole                | Lumières de la presse étrangère de Melhor Atriz |
| 2014 | La Belle et la Bête                  | Belle                 | |
| 2014 | The Grand Budapest Hotel             | Clotilde              | |
| 2014 | Saint Laurent                        | Loulou de la Falaise  | |
| 2015 | The Lobster                          | Loner Leader          | |
| 2015 | Diário de uma Criada de Quarto       | Célestine             | |
| 2015 | Spectre                              | Madeleine Swann       | |
| 2016 | It's only the end of the world       | Suzanne               | |
| 2018 | Zoe                                  | Zoe                   | |
| 2018 | Kursk                                | Tanya                 | |
| 2019 | Oh, mercy!                           | Claude                | |
| 2019 | Death Stranding                      | Fragile               | Jogo eletrônico do diretor Hideo Kojima |
| 2021 | 007 - Sem Tempo para Morrer          | Madeleine Swann       | |
| 2021 | The Story of My Wife                 | Lizzy                 | |
| 2021 | The French Dispatch                  | Simone                | |
| 2021 | Deception                            | The english lover     | |
| 2021 | France                               | France de Meurs       | |
| 2022 | Crimes of the Future                 | Caprice               | |
| 2022 | One Fine Morning                     | Sandra                | |
| 2023 | The Beast                            | Gabrielle             | |
| 2024 | Dune: Part Two                       | Lady Margot Fenring   | |
| 2024 | The Second Act                       | Florence              | |
| 2025 | Death Strandin 2 : On the Beach      | Fragile               | Jogo eletrônico do diretor Hideo Kojima |